# Bluestone 42
Bluestone 42 är en brittisk TV-serie, som började sändas den 5 mars 2013 i Storbritannien på TV-kanalen BBC Three. Medverkande skådespelare är Oliver Chris, Kelly Adams och Matthew Lewis. Hittills har två säsonger sänds, en tredje är under inspelning.

## Handling
Serien handlar om en brittisk bombröjningspluton under Afghanistankriget. 

## Rollista (i urval)
- Oliver Chris - Captain Nick Medhurst
- Kelly Adams - Fältpastor Mary Greenstock
- Matthew Lewis - Corporal Gordon "Towerblock" House
- Tony Gardner - Lieutenant Colonel Phillip Smith
- Jamie Quinn - Private Kevin "Mac" McDowell
- Scott Hoatson - Private Euan "Rocket" Armstrong
- Stephen Wight - Lance Corporal Simon "Skip" Lansley
- Katie Lyons - Corporal Lynda Bird